# VC Allvo
VC Allvo is volleybalvereniging die in de B-League van het Nederlandse betaalde volleybal speelt. De vereniging was voorheen onderdeel van de omnisportvereniging Omniworld. Met op de top ongeveer 450 leden was VC Allvo een van de grotere volleybalverenigingen van Nederland en de grootste van Almere. 
16 juni 2007 is in Almere Poort de topsporthal voor zowel VC Omniworld (oude naam) als Almere Pioneers in gebruik genomen. De hal biedt plaats aan ruim 3000 toeschouwers. Er zijn 400 VIP-plaatsen beschikbaar.

## Geschiedenis
Op 10 februari 1981 werd in Almere Stad de volleybalclub Alstavo '81 opgericht. Er bleek veel behoefte aan een volleybalclub in Almere Stad en de vereniging groeide snel uit tot 275 leden. De hoogste teams van de vereniging speelden in de regionale top. In 1998 ontstond de behoefte door te groeien naar de nationale top. Er werd een beleidsplan Topsport opgesteld, samen met enkele andere geselecteerde verenigingen. Het beleidsplan Topvolleybal Almere 2005 werd geaccepteerd en er werd als eerste geïnvesteerd in de jeugdopleiding. In 2001 werd de naam veranderd in VC Omniworld om de verbondenheid met het grote Omniworld concept te benadrukken. Onder deze naam wordt niet alleen topsport bedreven, maar is ook een zeer breed opgezette volleybalvereniging actief. In 2003 beleefde VC Omniworld het succesvolste jaar in zijn bestaan. De beker en de supercup werden gewonnen en in de Europese CEV Cup werd de derde plaats behaald.
Na enkele jaren van groei en van successen in de topsport, is de BV waaronder die topsport werd uitgevoerd eind 2007 failliet gegaan. Er kon toen snel een doorstart worden gemaakt dankzij de nieuwe sponsor: de Robert J Reinders Groep.

## Faillissement
Op 28 november 2008, echter, werd bekendgemaakt dat de BV van RJR Omniworld Volleybal ook faillissement heeft aangevraagd, vanwege het terugtrekken van de hoofdsponsor en het niet kunnen vinden van voldoende andere geldschieters. Het bestuur van VC Omniworld heeft allereerst geprobeerd om met de resterende middelen de A-league competitie af te maken. Al snel bleek, dat dit niet mogelijk was. Teneinde toch de speellicentie te kunnen behouden heeft het uit nood en na overleg met de Nevobo voor één wedstrijd het tweede, maar voor de A-league niet representatieve, team ingezet. Voor alle partijen was dit een onmogelijke en onwenselijke situatie. De Nevobo heeft daarom de A-league licentie van VC Omniworld omgezet in een B-league licentie. Dit onder de voorwaarde, dat het team uit de competitie en de stand van het seizoen 2008 - 2009 zou worden gehaald. Begin 2009 is dit ook zo uitgevoerd. De vereniging, inmiddels van naam veranderd in VC Allvo, kwam in het seizoen 2009 - 2010 uit in de B-league. Om de breuk met dit verleden te accentueren is de naam van de vereniging veranderd in VC Allvo, met als motto: it's all volleybal! 

## Erelijst
| Competitie   | Mannen               |
| ------------ | -------------------- |
| Bekerwinnaar | 2003, 2004           |
| Supercup     | 2002, 2003, 2004     |
| CEV Cup      | Halve finale in 2003 |